# Jürgen Kalwa
Jürgen Kalwa (* 13. Dezember 1952 in Kierspe) ist ein deutscher Journalist und Buchautor.

## Leben
Jürgen Kalwa begann nach dem Abitur als Lokalredakteur in Südwestfalen und lebt – nach beruflichen Stationen in Berlin und München – seit 1989 als freier Journalist in New York und West Cornwall/Connecticut. Seine Artikel und Rundfunkbeiträge, mit den Schwerpunkten Sport und Kultur, erscheinen regelmäßig in der Frankfurter Allgemeinen Zeitung und der Neuen Zürcher Zeitung, der Schweizer Illustrierten und werden vom Deutschlandfunk und von Deutschlandfunk Kultur ausgestrahlt.
Darüber hinaus verfasste Kalwa eine Reihe von Sachbüchern, in denen unter anderem die Besonderheiten des amerikanischen Sports beschrieben werden. Zu ihnen gehören umfassende Darstellungen der Sportarten Baseball, Basketball und Football und Biographien über den Golfprofi Tiger Woods (1998) und ehemaligen NBA-Spieler Dirk Nowitzki (2019).
Die Schwerpunkte seiner Arbeit betreffen die kritische Auseinandersetzung mit früher im Sportjournalismus unterrepräsentierten Themenfeldern wie den kommerziellen Strukturen des Sports, Betrugsaktivitäten wie Doping, Korruption, Wettbetrug sowie die gesellschaftspolitischen Dimensionen, die durch den sexuellen Missbrauch von Athleten und die politischen Äußerungen dunkelhäutiger Sportler sichtbar werden, sowie die im Rahmen von Prozessen aufgeworfenen straf- und zivilrechtlichen Fragen. Resultat dieser Beschäftigung war unter anderem das Buch „Nichts als die Wahrheit – der Fall Lance Armstrong und die Aufarbeitung eines der größten Betrugsskandale im Sport“ (2019).
Seit 2015 arbeitet Kalwa, der im selben Jahr in der Rolle von Friedrich Rosen im Film Letters from Baghdad als Schauspieler vor der Kamera stand, auch als Sprecher von Hörbüchern.